# Mazda RX-8
La Mazda RX-8 è una autovettura sportiva con carrozzeria coupé prodotta dalla casa automobilistica giapponese Mazda a partire dal 2003 fino al giugno 2012. Sul mercato europeo le vendite erano state sospese l'anno precedente.

## Il contesto

### Prototipo

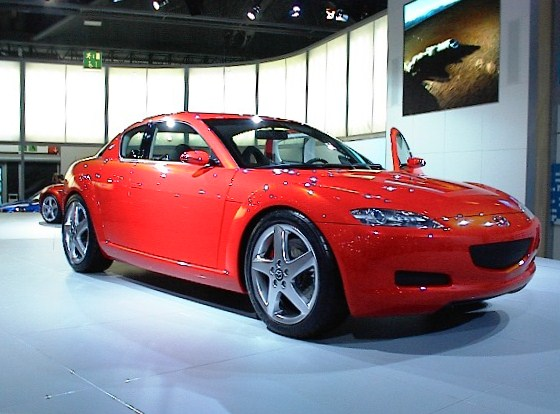
Mazda RX-8 Concept Car del 2001

Presentata allo stadio di concept car nel 2001 al Salone dell'automobile di New York, la vettura esibisce un'innovativa carrozzeria coupé dotata di quattro porte di cui le ultime due apribili controvento per facilitare l'accesso ai posti posteriori, essendo configurata secondo lo schema 2+2, ovvero due posti a sedere più due posteriori di minori dimensioni. Il telaio era una versione allungata e rivista della piattaforma della roadster MX-5 Miata mentre il motore adottato era un propulsore Wankel di 1.300 centimetri cubi, aspirato, con potenza compresa tra i 210 e i 280 cavalli. Il prototipo fu ben accolto dal pubblico ma gli appassionati giapponesi, dopo l'esposizione al Salone di Tokyo dove hanno avuto modo di toccarla e provarla, non ritennero la vettura una degna erede della RX-7 a causa del pianale e del motore aspirato (la RX-7 era dotata di turbocompressore), quindi il progetto venne sospeso e in seguito rielaborato.

### Modello definitivo

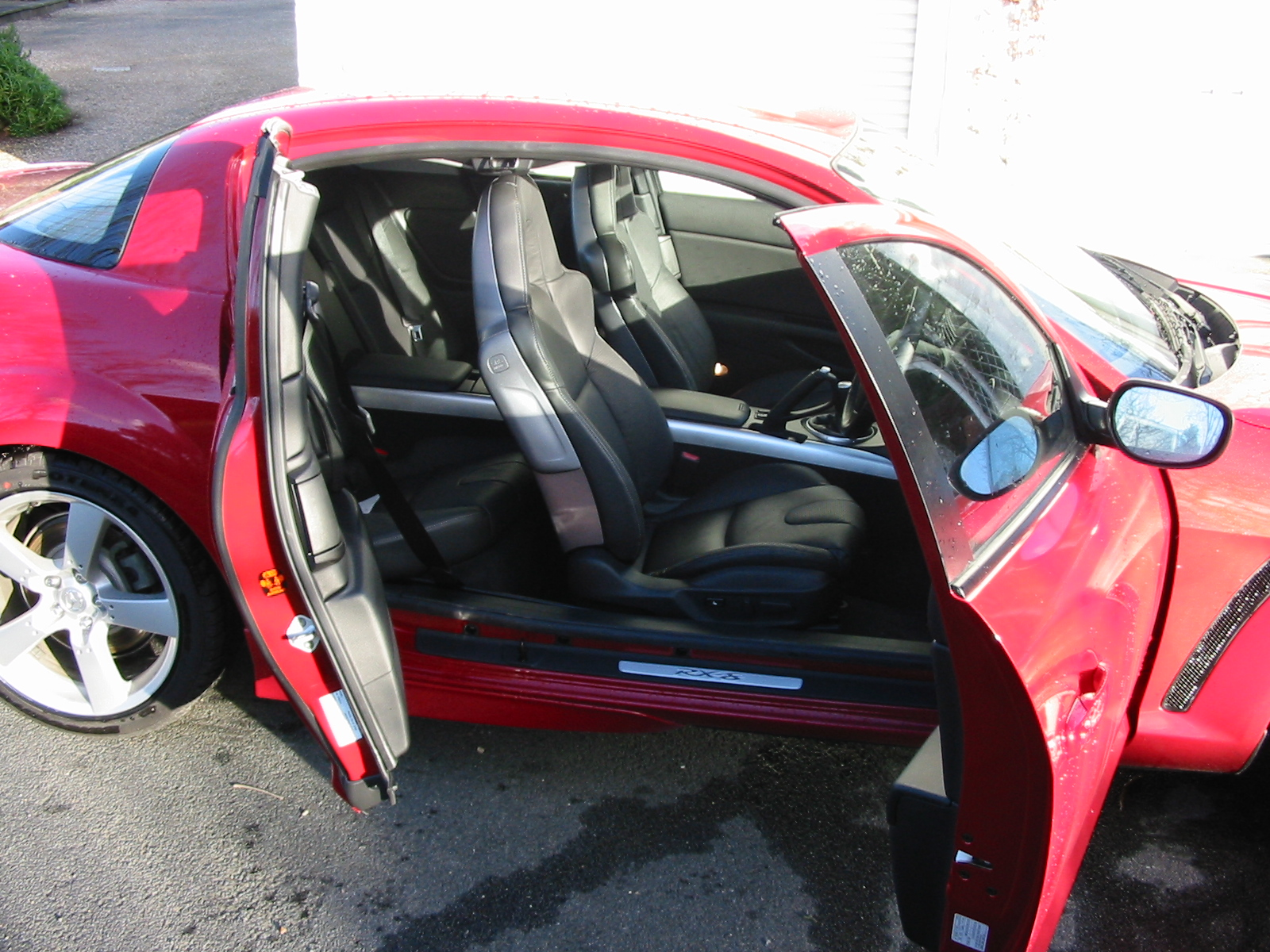
Dettaglio dell'apertura delle porte ad "armadio" di una RX-8

Una nuova versione semi-definitiva venne presentata nel gennaio del 2003 ad un ristretto gruppo di appassionati in Giappone; il design rimase immutato rispetto al concept di due anni prima mentre il telaio era stato completamente rinnovato. Nuove sospensioni anteriori a doppio quadrilatero alto deformabile, retrotreno a bracci multipli (schema Multilink), apertura delle porte freestyle sempre legate all'accessibilità dei posti posteriori e, di nuovo, il motore Wankel da 1.300 cm³ in vari livelli di potenza a seconda delle esigenze dei mercati. Il cambio sia manuale a 5 o 6 rapporti che automatico a 4 oppure automatico sequenziale a 6 rapporti. La nuova versione venne approvata dagli appassionati e la Mazda fece partire la produzione il mese successivo presso gli stabilimenti di Hiroshima.

### Design
Il design sportivo e filante curato da Ikuo Maeda segue un andamento a freccia ed ha introdotto il nuovo family feeling che caratterizzerà le Mazda che saranno lanciate nei primi anni 2000. La presa d'aria anteriore è solamente a titolo estetico in quanto la grata in realtà è chiusa posteriormente. Le due prese d'aria più piccole inferiori sono generose e permettono ai due radiatori dell'olio frontali un buon raffreddamento mentre la coda è dominata da un piccolo portellone dotato di spoiler e fanaleria a LED con sfondo bicolore rosso e argento stile ghiaccio. Due i terminali di scarico posizionati agli estremi del retrotreno e cofano motore dotato di nervature a forma di rotore, forma presente anche sotto i poggiatesta dei sedili, sul coperchio motore e pomello del cambio.

## Motorizzazioni

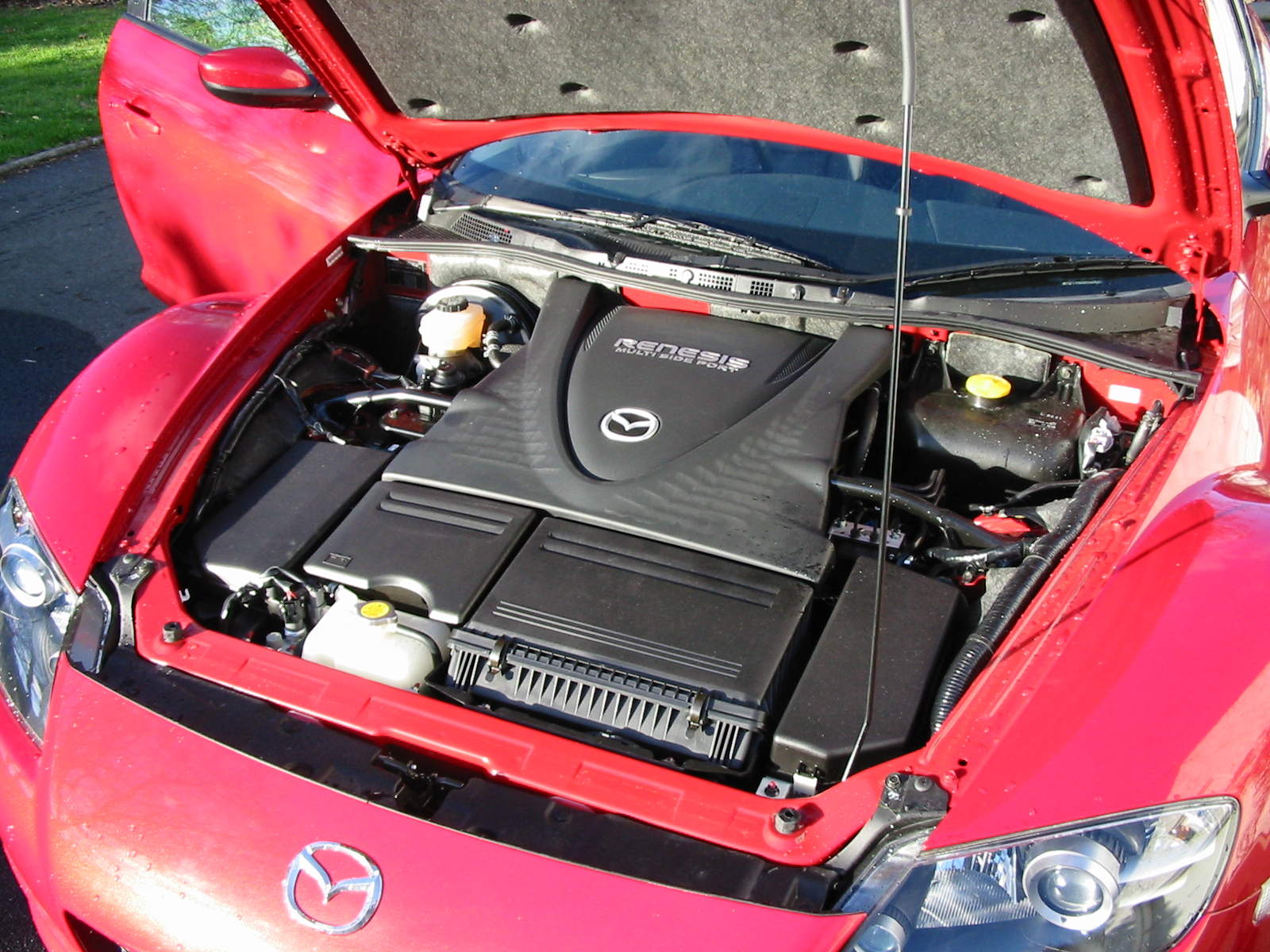
Dettaglio del vano motore di una RX-8

La carrozzeria sfrutta numerosi elementi in alluminio e carbonio per ridurre il peso mentre il nuovo telaio ha permesso di esaltare le qualità dinamiche della vettura. La distribuzione dei pesi è pari a 50:50. Il motore Wankel è posizionato nella zona anteriore della vettura. Di serie il differenziale a slittamento limitato. Il propulsore rotativo aspirato, denominato Renesis 13B-MSP, è composto da due rotori da 654 cm³ l'uno ed è disponibile in varie versioni in base ai mercati. La versione High Power sviluppa 231 cavalli (170 kW) ed è abbinata ad un cambio manuale a 6 rapporti, mentre la versione standard sviluppa 192 cavalli (141 kW), abbinata ad un cambio manuale a 5 rapporti o automatico a 4 o 6 rapporti.
In Europa la RX-8 venne proposta nella versione da 231 cavalli (cambio manuale 6 rapporti) mentre in alcuni mercati nord Europei come la Gran Bretagna era offerta anche la versione entry level da 192 cavalli (cambio 5 rapporti oppure automatico a 4). L'auto nella versione da 231 cavalli spinge senza problemi dai 1.000 ai 9.000 giri permettendo una grande accelerazione e un'ottima ripresa (ciò sarebbe sorprendente per un'auto di 1.308 cm³ di cilindrata, con motore tradizionale).
La velocità massima dichiarata è pari a 235 km/h con uno scatto sullo 0 a 100 km/h in 6,4 secondi per un consumo di 8,7 km/l nel ciclo misto.
| Motore              | Cilindrata (cm³) | Potenza CV (kW) | Cambio/ Nº rapporti       | Disponibilità                                |
| 1.3 Renesis 13B-MSP | 1 308            | 192 (141)       | manuale/5 marce           | Tutti i mercati eccetto America e Sud Europa |
| 1.3 Renesis 13B-MSP | 1 308            | 192 (141)       | automatico/4 rapporti     | Asia, Australia, Est Europa                  |
| 1.3 Renesis 13B-MSP | 1 308            | 215 (158)       | automatico/4 o 6 rapporti | America                                      |
| 1.3 Renesis 13B-MSP | 1 308            | 218 (160)       | manuale/5 marce           | Asia, Australia, Est Europa e America        |
| 1.3 Renesis 13B-MSP | 1 308            | 218 (160)       | automatico/4 rapporti     | Asia, Australia, Est Europa                  |
| 1.3 Renesis 13B-MSP | 1 308            | 231 (170)       | manuale/6 marce           | Europa e Asia                                |

## Versioni

### Mazdaspeed RX-8

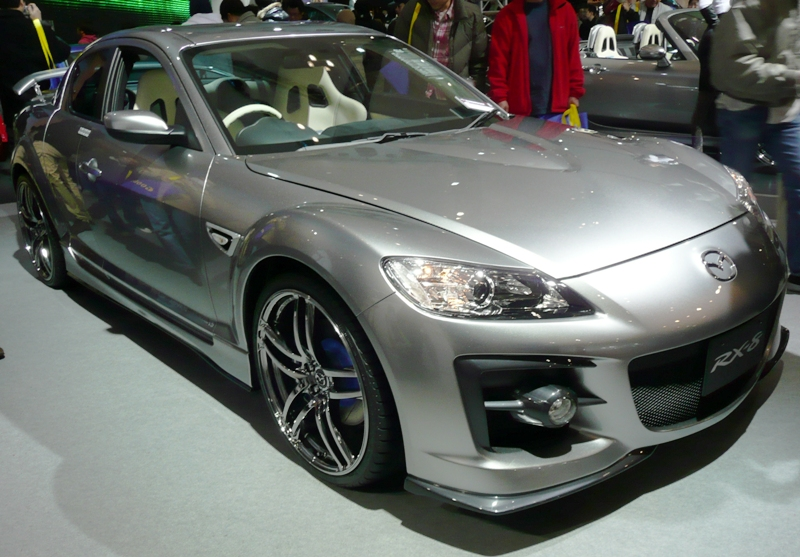
Mazdaspeed RX-8 dopo il restyling del 2009

La Mazdaspeed è l'elaboratore ufficiale Mazda che produce e distribuisce i modelli più sportivi della casa. Una versione firmata dall'elaboratore venne presentata poco dopo il debutto nel 2003 ed entrò in produzione nel 2004 in sole 300 unità. Le principali modifiche riguardavano l'estetica della vettura grazie all'adozione di paraurti più sportivi dotati di spoiler inferiori e prese d'aria di dimensioni maggiori. Nuovi disegni dei cerchi in lega e sospensioni irrigidite. In seguito la casa mise a disposizione il  kit Mazdaspeed applicabile a tutte le motorizzazioni e allestimenti della gamma RX-8. In Italia non è disponibile.

### RX-8 Hydrogen RE

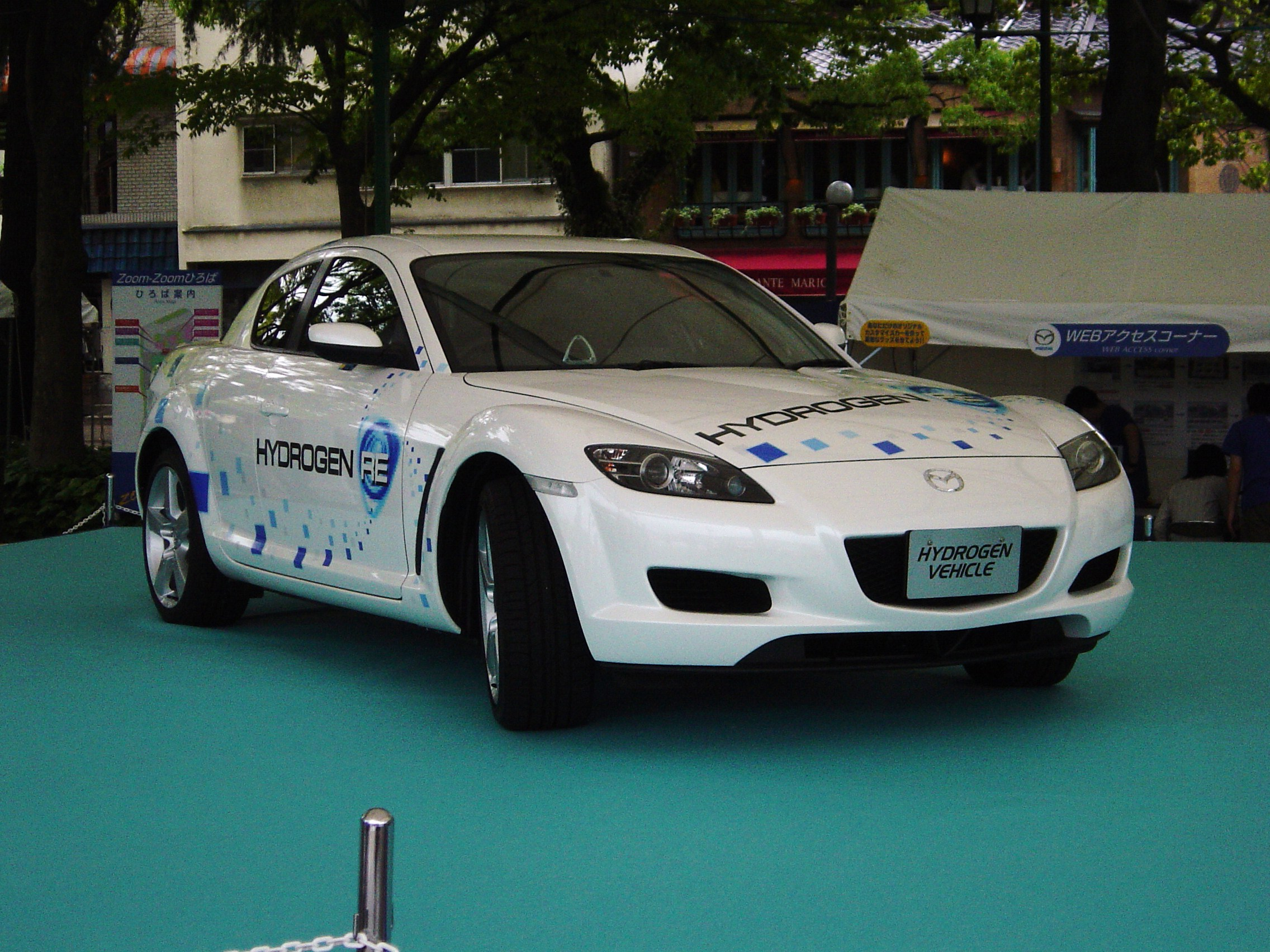
Mazda RX-8 Hydrogen RE

La Mazda RX-8 Hydrogen RE è la versione bi-fuel della sportiva di casa Mazda in cui il propulsore 1.3 Wankel Renesis è in grado di funzionare sia alimentato a benzina che a idrogeno. Il serbatoio di idrogeno possiede una capacità di 110 litri alla pressione di 350 bar. Presentata nel 2004 allo stadio di concept car, la produzione è stata approvata nel 2005. Nel novembre del 2007 è iniziata la costruzione dei primi 30 esemplari destinati alla Norvegia per il progetto HyNor (abbreviazione di Hydrogen e Norway).
Il motore 1.3 nel funzionamento a idrogeno produce 109 cavalli per 140 Nm di coppia massima erogata a 5.000 giri al minuto. La velocità massima è di 170 km/h mentre l'autonomia è pari a 100 km. Lo 0–100 km/h è pari a 10 secondi. Il motore nel funzionamento a benzina produce 231 cavalli e si avvale delle medesime prestazioni delle versioni alimentate solo a benzina.

## Restyling 2009

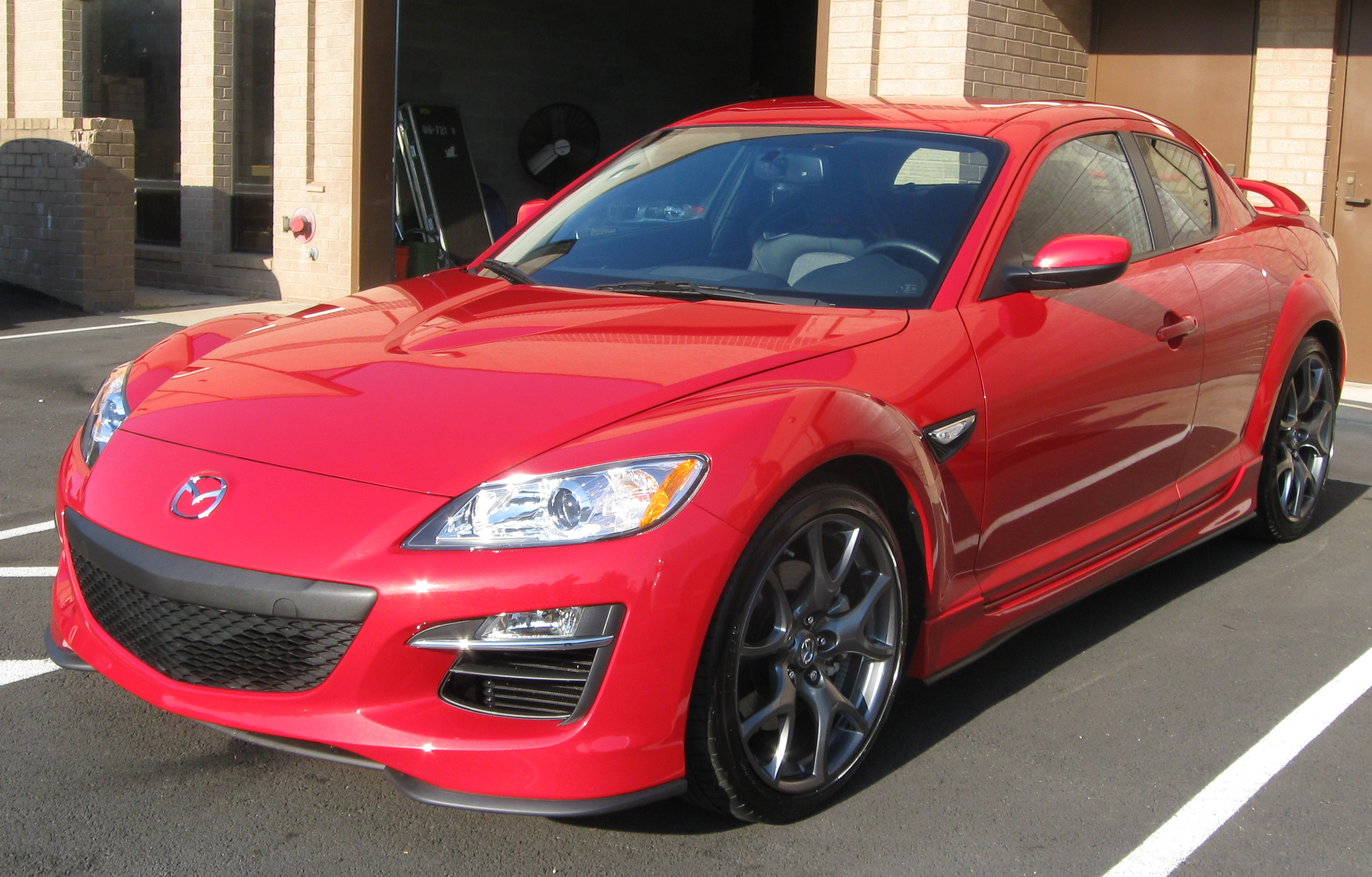
Mazda RX-8 restyling del 2009

La versione ristilizzata è stata presentata nel 2007 al Salone dell'automobile di Tokyo, ma è entrata in produzione solo nel 2009. Il nuovo modello viene distinto dalla precedente serie grazie all'adozione di una nuova fanaleria leggermente più inclinata rispetto al passato, un nuovo disegno del paraurti anteriore e nuove minigonne laterali e posteriori. Vengono resi disponibili nuovi colori per la carrozzeria ed interni migliorati nella qualità delle plastiche. Nessun aggiornamento per le motorizzazioni, leggermente più parche nei consumi. Si segnala solo l'aggiunta di un iniettore d'olio in più nel motore. Questa versione non è stata importata in Europa perché sarebbe stato troppo costoso modificare il motore Wankel per far sì che rispettasse le norme Euro 5.
La produzione della RX-8 termina nel giugno 2012 con gli ultimi mille esemplari dell’edizione speciale Spirit R. Dall’aprile 2003 al giugno 2012 Mazda ha prodotto complessivamente 193.094 RX-8.